# Bebearia
Bebearia är ett släkte av fjärilar. Bebearia ingår i familjen praktfjärilar.

## Bildgalleri

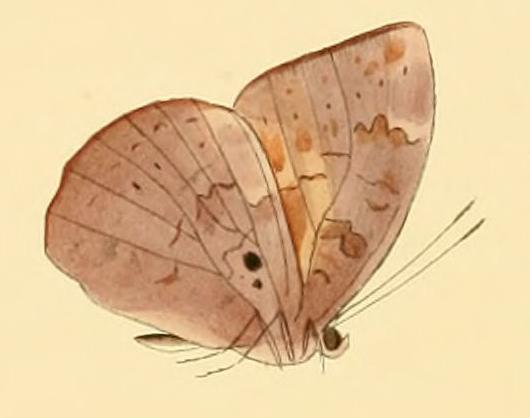
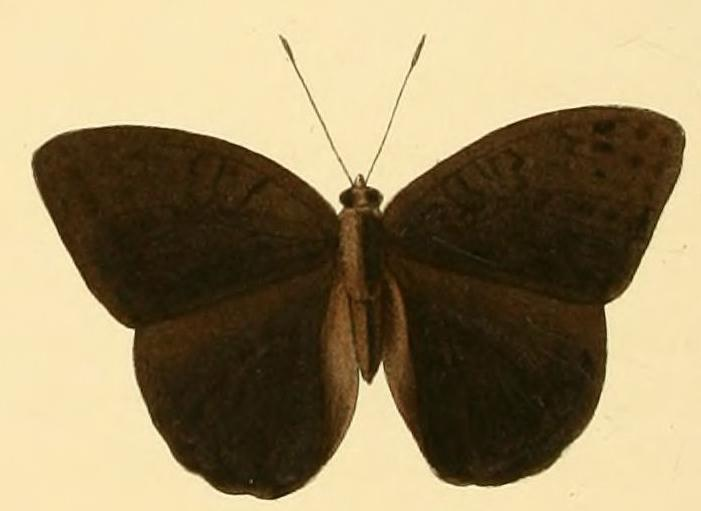
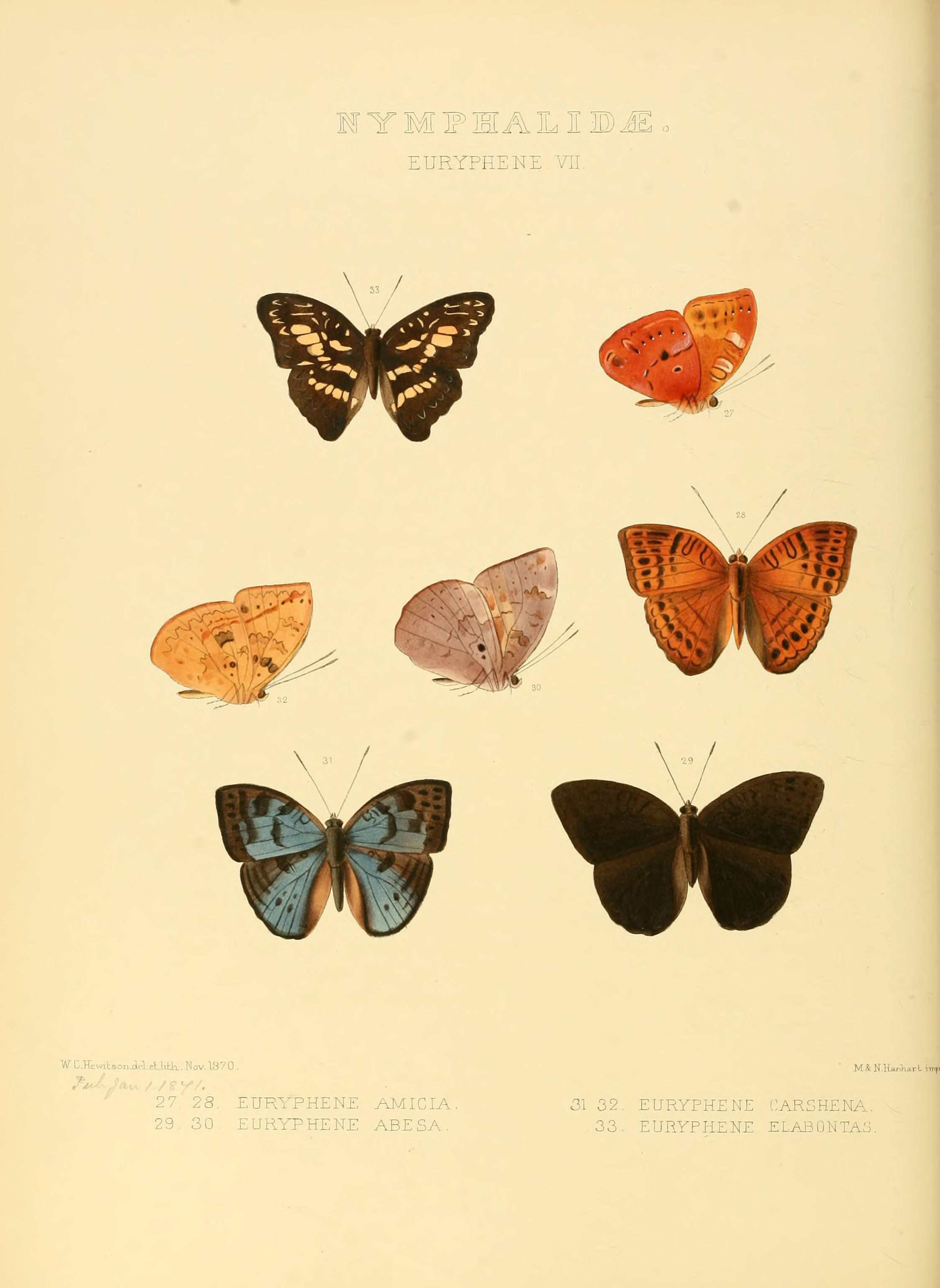
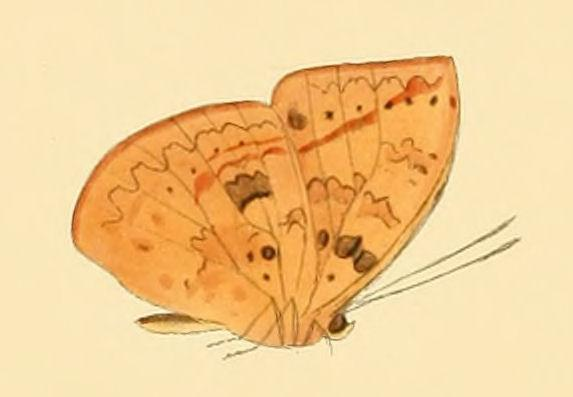
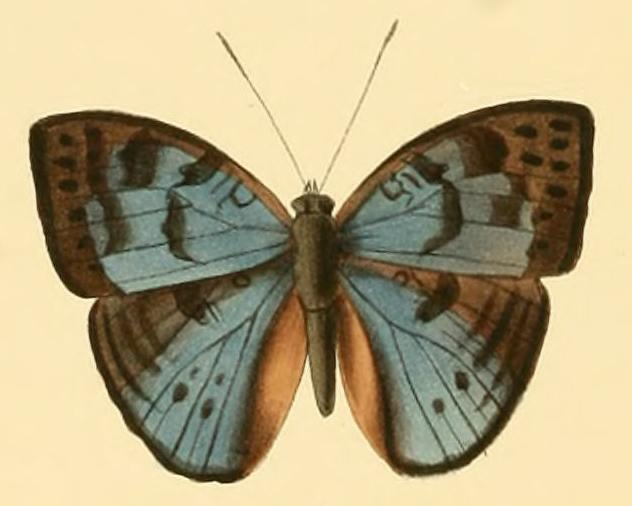
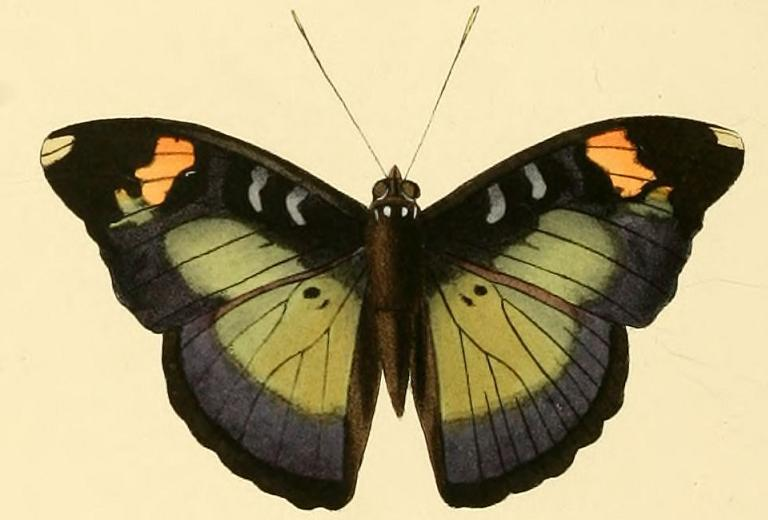

## Dottertaxa tillBebearia, i alfabetisk ordning[1]
- Bebearia abesa
- Bebearia absolon
- Bebearia achillaena
- Bebearia albicostata
- Bebearia albofasciata
- Bebearia arcadius
- Bebearia aruunda
- Bebearia ashantina
- Bebearia audeoudi
- Bebearia badiata
- Bebearia barce
- Bebearia barombina
- Bebearia braytoni
- Bebearia brunhilda
- Bebearia brunnescens
- Bebearia carshena
- Bebearia castanea
- Bebearia chilonus
- Bebearia chloeropis
- Bebearia cinaethon
- Bebearia cocalia
- Bebearia cognata
- Bebearia cutteri
- Bebearia dealbata
- Bebearia demetra
- Bebearia ducalis
- Bebearia elieusis
- Bebearia elpinice
- Bebearia entebbiae
- Bebearia fasciata
- Bebearia flaminia
- Bebearia flavitaenia
- Bebearia goodii
- Bebearia guineensis
- Bebearia harleyi
- Bebearia innocua
- Bebearia intermedia
- Bebearia iturina
- Bebearia katera
- Bebearia kayonza
- Bebearia laetitia
- Bebearia laetitioides
- Bebearia leonina
- Bebearia leptotypa
- Bebearia leventisi
- Bebearia luteola
- Bebearialucayensis
- Bebearia maculata
- Bebearia makala
- Bebearia maledicta
- Bebearia mardania
- Bebearia maximiana
- Bebearia micans
- Bebearia moreelsi
- Bebearia nivaria
- Bebearia obsolescens
- Bebearia ochreata
- Bebearia octogramma
- Bebearia orientis
- Bebearia oxione
- Bebearia paludicola
- Bebearia partita
- Bebearia phranza
- Bebearia plistonax
- Bebearia pseudocalia
- Bebearia rubiginosus
- Bebearia rubrocostata
- Bebearia scintillans
- Bebearia senegalensis
- Bebearia siva
- Bebearia sophus
- Bebearia squalida
- Bebearia symphona
- Bebearia theognis
- Bebearia tia
- Bebearia variegata
- Bebearia wilverthi
- Bebearia zonara